# بحيرة تشاو
بحيرة تشاو (بالإنجليزية: Chao Lake)‏ وتعرف في الصين بـ تشاو هو، بحيرة تقع بين مدينتي شاوهو وخفي في مقاطعة آنهوي في الصين.
وهي أكبر بحيرة في آنهوي وواحدة من البحيرات الخمس العذبة الكبرى في الصين، يعيش بالقرب من البحيرة حوالي 5 ملاين نسمة، تستخدم البحيرة للنقل والري وصيد الأسماك، وقد أدى الاستخدام الكثيف للبحيرة في السنوات الأخيرة إلى تلوثها، تحيط في البحيرة عدد من الأماكن السياحة مثل جبل مو، معبد زونغمياو، نهر تونجيانغ، جبل يين بينغ، وعدد من الكهوف.